# Modern Logistics
A Modern Logistics é uma companhia brasileira de carga e logística integrada, que conta com frota aérea própria. Foi formada por ex-executivos que fundaram a Azul Linhas Aéreas e recebeu a permissão para efetuar voos comerciais em junho de 2017.

## História
Resultado de um investimento de cerca de US$ 75 milhões, a empresa deverá oferecer serviços logísticos que englobam toda a cadeia para os clientes, do embarque à entrega. Para isso, deve contar com transporte aéreo próprio, armazenagem também própria com 15 centros de distribuição e transporte terrestre com parceiros estratégicos. Entre eles, empresas como Transportadora Americana TA, Braspress, Jadlog, Atlas, Termaco e Covre.
A Modern foi escolhida pela Emdisa para atuar como operador logístico da empresa na região norte, tendo Manaus como base. A Emdisa é representante e distribuidora dos produtos Hasbro, Yellow e Oregon, de brinquedos, e Avents (Philips) nas regiões norte e nordeste do país. No armazém de Manaus, com 3,1 mil metros quadrados, a companhia realiza operações de recebimento, armazenagem, expedição e transporte rodoviário de produtos para toda a região.

## Destinos
| Cidade         | Aeroporto                                        | Início                | Fim | Ref    |
| -------------- | ------------------------------------------------ | --------------------- | --- | ------ |
| Brasília       | Aeroporto Internacional de Brasília              |                       |     | [ 7 ]  |
| Campinas       | Aeroporto Internacional de Campinas              |                       |     | [ 8 ]  |
| Manaus         | Aeroporto Internacional de Manaus                |                       |     | [ 9 ]  |
| Recife         | Aeroporto Internacional do Recife-Guararapes     |                       |     | [ 10 ] |
| Rio de Janeiro | Aeroporto Internacional do Rio de Janeiro-Galeão | 15 de outubro de 2019 |     | [ 11 ] |

## Frota
Atualizada até 26 de março de 2024.
| Prefixo | Modelo           | Serial Number | Fabricado em | Ano de aquisição | Ref    |
| ------- | ---------------- | ------------- | ------------ | ---------------- | ------ |
| PP-YBB  | 737-4Q8SF        | 25374         | 1993         | 2017             | [ 12 ] |
| PP-YBC  | 737-3L9F         | 24219         | 1988         | 2018             | [ 13 ] |
| PP-YBF  | 737-8AS(BCF)(WL) | 33566         | 2004         | 2023             | [ 14 ] |
| PP-YBE  | 737-8AS(BCF)(WL) | 33550         | 2003         | 2024             | [ 15 ] |

Devolveu em janeiro de 2023, em meio à uma reestruturação, a primeira aeronave da companhia, o PP-YBA, um Boeing 737-400F Cargo.
| Prefixo | Modelo     | Serial Number | Fabricado em | Ano de aquisição | Ref    |
| ------- | ---------- | ------------- | ------------ | ---------------- | ------ |
| PP-YBA  | B737-4K5SF | 24125         | 1989         | 2015             | [ 17 ] |
| PP-YBD  | 737-3Y0SF  | 24463         | 1989         | 2018             | [ 18 ] |